# Olaia
Olaia ist ein Ort und eine ehemalige Gemeinde (Freguesia) im portugiesischen Kreis Torres Novas. Die Gemeinde hatte 1728 Einwohner (Stand 30. Juni 2011).
Mit der Gebietsreform vom 29. September 2013 wurden die Gemeinden Olaia und Paço zur neuen Gemeinde União das Freguesias de Olaia e Paço zusammengeschlossen. Olaia ist Sitz dieser neu gebildeten Gemeinde.
Der seliggesprochene Bischof Manuel Mendes da Conceição Santos wurde 1876 in der Gemeinde Olaia, im Gemeindeort Pé de Cão geboren.